# Bilobella
Genre
Bilobella est un genre de collemboles de la famille des Neanuridae.

## Distribution
Les espèces de ce genre se rencontrent en zone holarctique.

## Liste des espèces
Selon Checklist of the Collembola of the World (version du 14 octobre 2019) :
- Bilobella albanica Cassagnau & Peja, 1979
- Bilobella aurantiaca (Caroli, 1912)
- Bilobella braunerae Deharveng, 1981
- Bilobella carpatica Smolis & Kaprus, 2008
- Bilobella coiffaiti Cassagnau, 1968
- Bilobella digitata Cassagnau, 1967
- Bilobella excolorata (Loksa & Rubio, 1966)
- Bilobella ligurica Deharveng, 1981
- Bilobella mahunkai Dányi, 2010
- Bilobella massoudi Cassagnau, 1968
- Bilobella matsakisi Cassagnau, 1967
- Bilobella proxima Cassagnau & Peja, 1979
- Bilobella subaurantiaca Cassagnau & Peja, 1979
- Bilobella zekoi Cassagnau & Peja, 1979

## Publication originale
- Caroli, 1912 : Contribuzioni alla conosenza dei Collemboli italiani. I. La tribù degli Achorutini CB. (1906). Achorutes aurantiacus n. sp. Archivio zoologico italiano, vol. 6, p. 367-370.